# Château de Montauban-de-Bretagne
Le château de Montauban-de-Bretagne a été édifié au XIIIe siècle. Il n'en subsiste aujourd'hui que le donjon. Le reste du château actuel a été construit au XVe siècle. Il a été pris en 1487 par Charles VIII. Le château a été classé par arrêté du 6 mars 2003. 

## Galerie

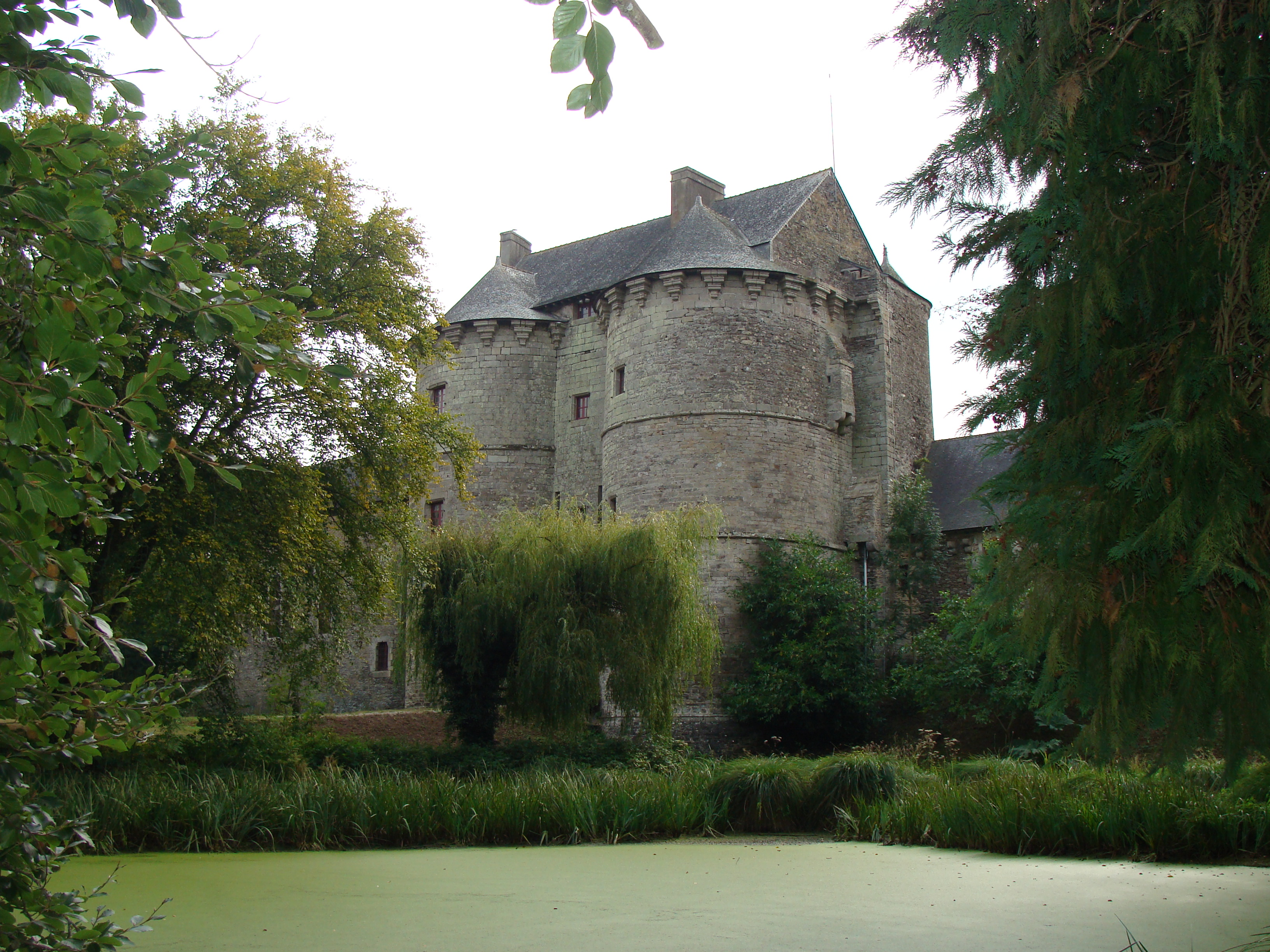
Château de Montauban-de-Bretagne.
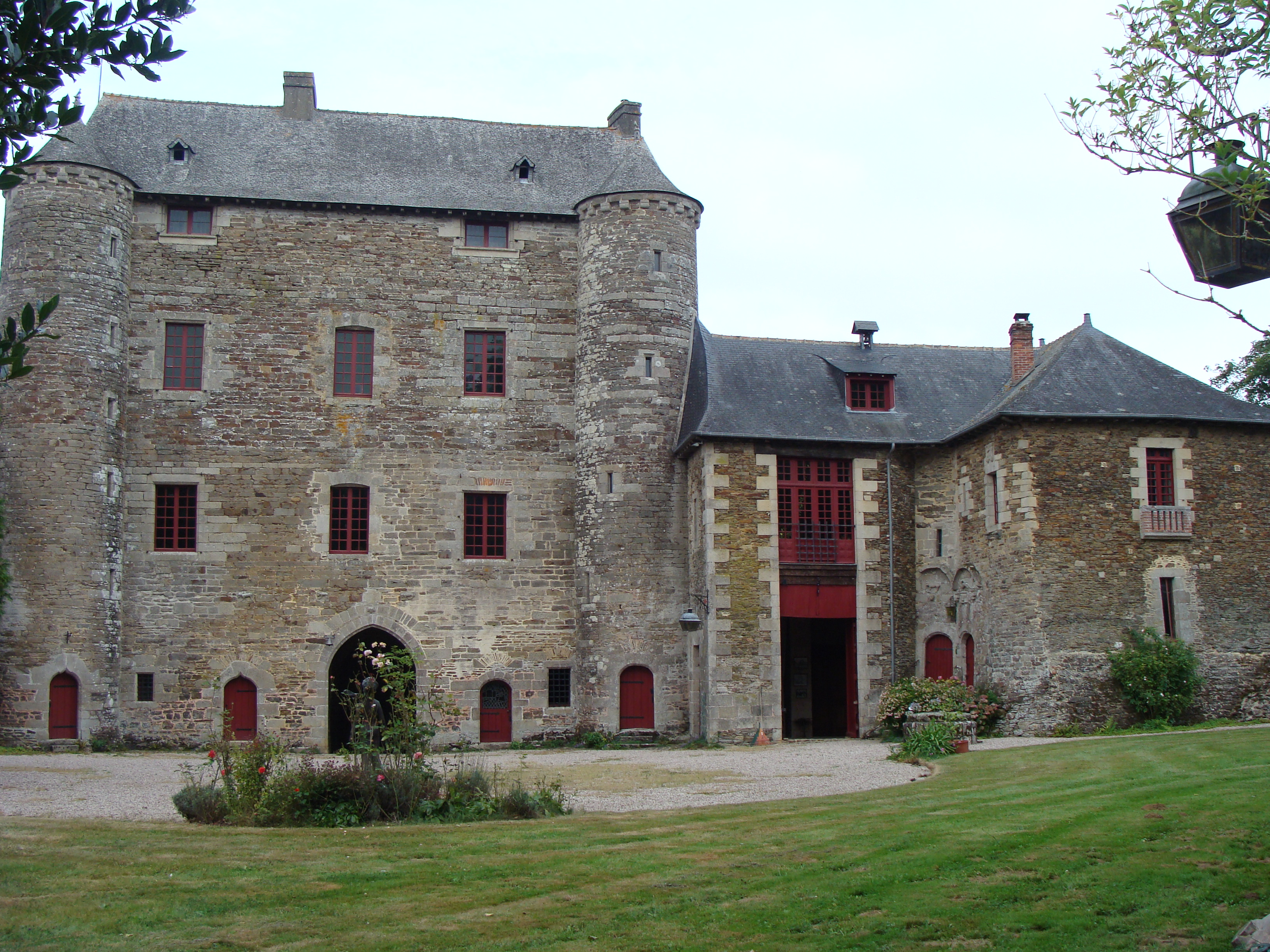
Château de Montauban-de-Bretagne.
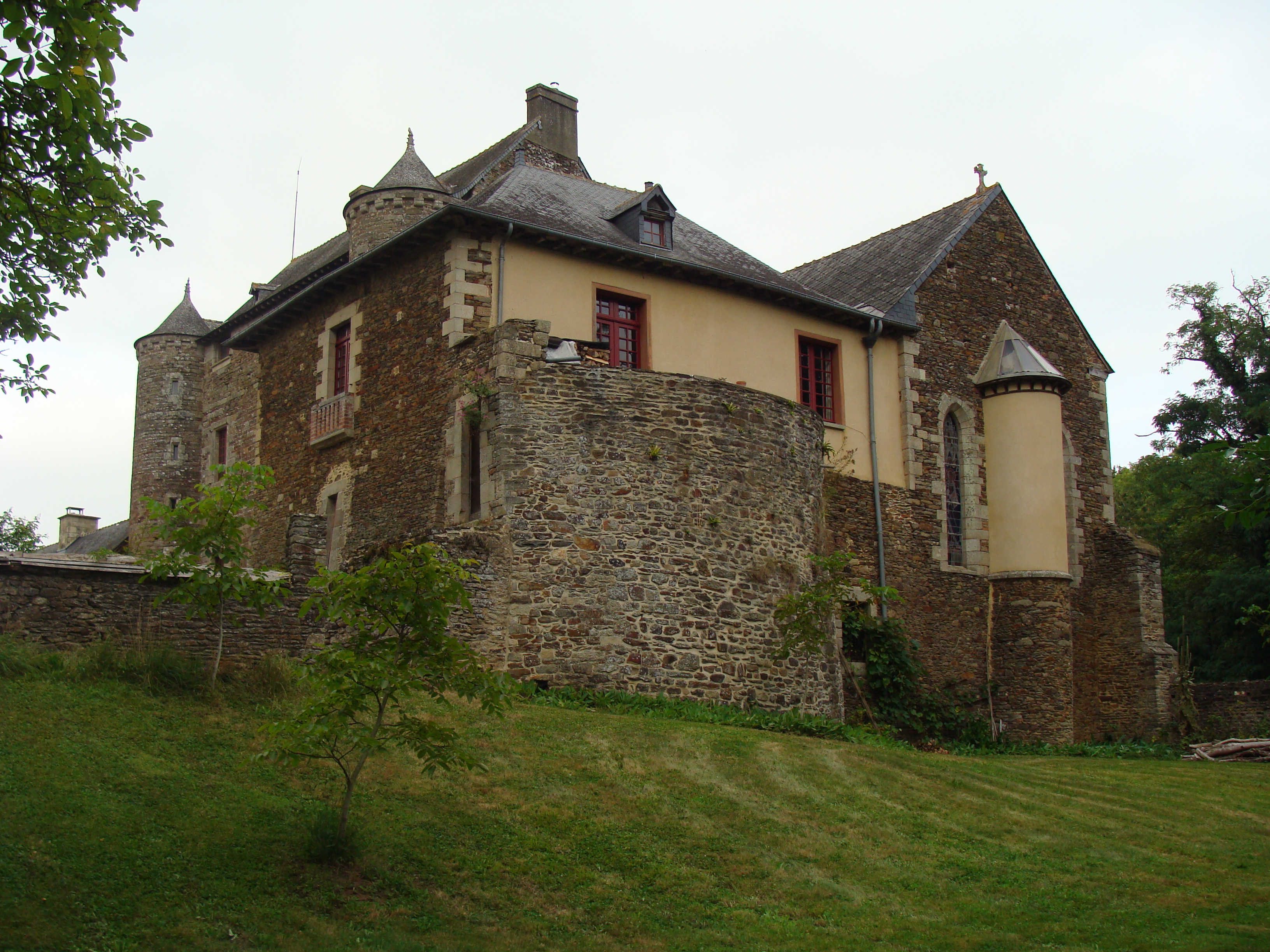
Château de Montauban-de-Bretagne.
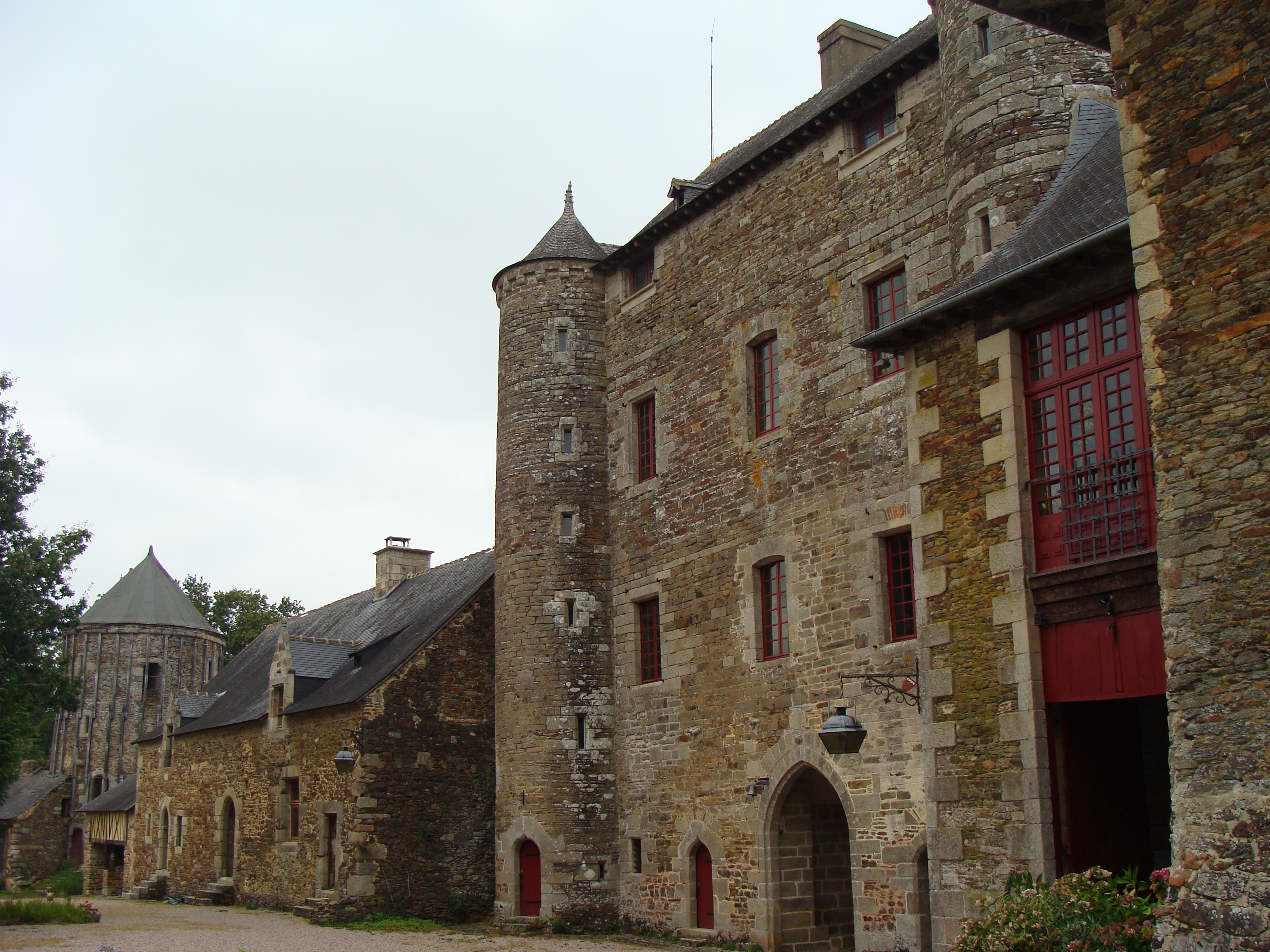
Château de Montauban-de-Bretagne.